# Неофіт IV Константинопольський
Неофіт IV — Патріарх Константинопольський протягом короткого періоду часу між 1688 і 1689 роками.
Він був митрополитом Адріануполя у 1644—1686 або 1688 років. Він був обраний Вселенським патріархом, скинувши свого попередника Каллініка II. Однак він залишався на посаді лише п'ять місяців, оскільки демонстрував династичну поведінку. Таким чином, Каллінік II був скинутий з престолу та повернутий на посаду.

## Подальше читання
- Αρτοφόριο, αφιέρωμα του μητροπολίτη Νεοφύτου, Βυζαντινό και Χριστιανικό Μουσείο Αθηνών, ανακτήθηκε στις 7 Ιουνίου 2020
- Ποιμαντική ράβδος του μητροπολίτου Αδριανουπόλεως Νεοφύτου, blog Αντριανού, ανακτήθηκε στις 7 Ιουνίου 2020